# نادية عمارة
الدكتورة نادية عمارة داعية إسلامية مصرية وخبيرة في مجال فقه النساء، درست بكلية الآداب بجامعة الإسكندرية قسم اللغة العربية بشعبة الدراسات الإسلامية.
حصلت بعد تخرجها على درجة الماجستير ثم الدكتوراه وتتلمذت على يد الشيخ محمد متولي الشعراوي والشيخ ياسين رشدي، وكانت بداية شهرتها من خلال تقديمها لبرنامج قلوب عامرة على قناة الحياة.
عملت لدى قناة إيه آر تي تيينز وقامت بتقديم برنامج أنوار رمضان للدعوة للشباب والأطفال ثم بعد ذلك انتقلت إلى قناة اقرأ الفضائية وقدمت برنامج فقه النساء الذي تناول كل الأمور الفقهية المعنية والخاصة بالمرأة.